# Королівський палац Геделле
Королівський палац Геделле (нім. Schloss Gödöllő, угор. Gödöllői Királyi Kastély) або Замок Грассалковичів — імператорський і королівський угорський палац, розташований у муніципалітеті Геделле в окрузі Пешт, центральна Угорщина. Він відомий тим, що був улюбленим місцем імператриці Австрії Єлизавети Баварської.

## Історія
Палац є однією з найважливіших, найбільших пам'яток угорської палацової архітектури. Його будівничий, граф Антон Грассалкович (1694–1771), був типовим представником нової угорської аристократії 18 століття. Він був королівським септемвіром, президентом Угорської палати та довіреною особою імператриці Марії-Терезії (1740–1780). Будівництво розпочалося близько 1733 року під керівництвом Андраша Майєргоффера (1690–1771), відомого будівничого із Зальцбурга, який працював у стилі бароко та зопфу.

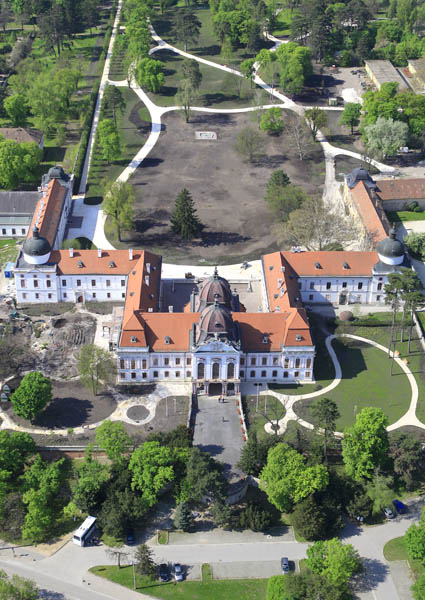
Вид зверху

Палац має форму подвійної літери U і оточений величезним парком. Протягом 18 століття будівля зазнала кількох розширень і модифікацій, а нинішнього вигляду набула за часів третього покоління родини Грассалковичів. На той час будівля мала 8 флігелів і, окрім житлової частини, містила церкву, театр, манеж, оранжерею, теплицю для квітів та оранжерею.

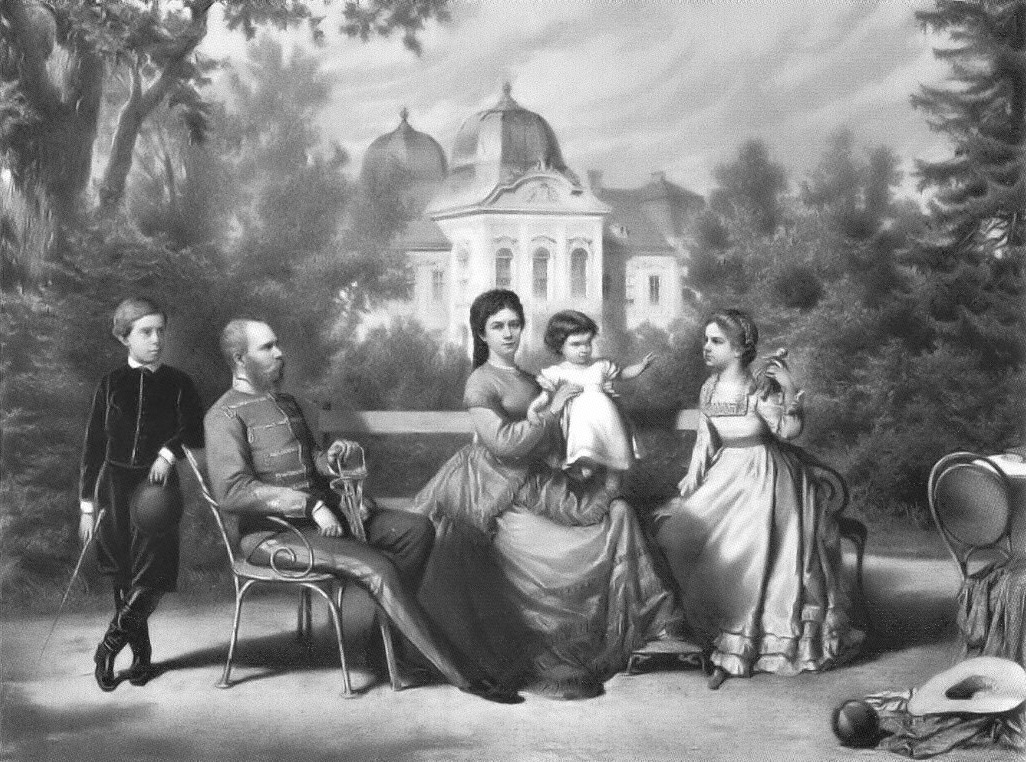
Король Франц Йосиф I і королева Єлизавета з королівською родиною в Геделле

Після того, як чоловіча частина роду Грассалковичів вимерла у 1841 році, палац змінив кількох власників, а в 1867 році був викуплений для корони. Рішенням парламенту він був призначений резиденцією короля Угорщини. Такий стан тривав до 1918 року, тож Франц Йосиф I (1867–1916), а згодом Карл IV та королівська родина щороку проводили по кілька місяців у Геделле.

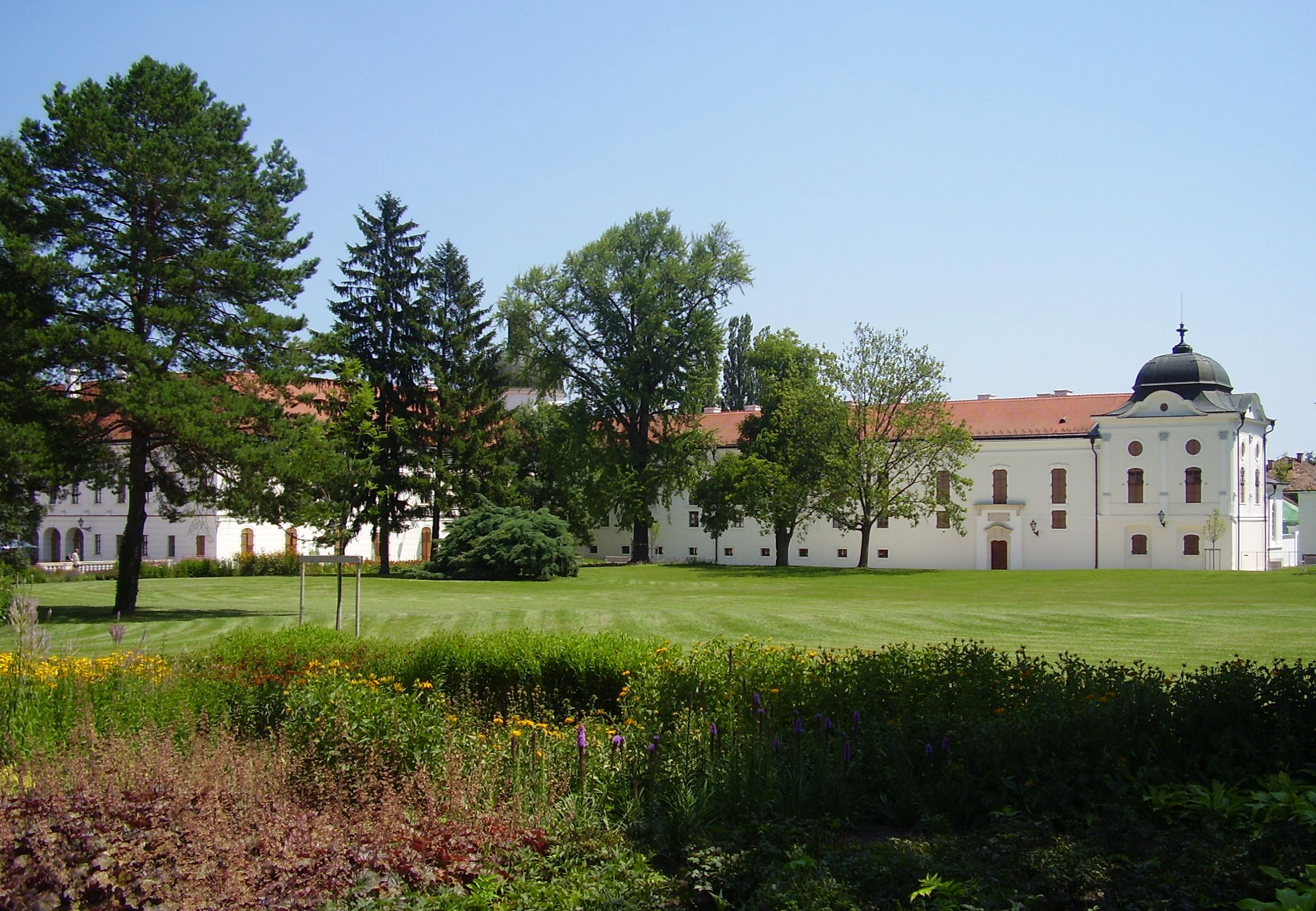
Сад палацу

У цей період палац став символом незалежної угорської державності, а як житловий центр мав власне політичне значення. Саме королева Єлизавета (1837–1898) особливо любила зупинятися в Геделле, де угорський персонал та мешканці палацу завжди тепло приймали її. Вона могла вільно спілкуватися угорською мовою. Після її трагічної загибелі було закладено меморіальний парк, що прилягає до верхнього саду.
Період королівських десятиліть також приніс свої розширення та модифікації. Покої стали більш комфортабельними, було збудовано мармурову стайню та каретний будиночок. Переобладнано манеж.
Між двома світовими війнами палац слугував резиденцією регента Міклоша Горті. У цей період не відбулося жодних значних будівельних робіт, окрім бомбосховища у південному палісаднику. Після 1945 року палац, як і багато інших будівель в Угорщині, занепав.
Будівлю використовували радянські та угорські війська, частину гарно оздоблених кімнат віддали під будинок для людей похилого віку, а парк поділили на менші земельні ділянки.
У липні 2022 року, в рамках ініціативи першої леді України Олени Зеленської з метою популяризації та розширення використання української мови за кордоном у межах проекту культурної дипломатії у Королівському палаці Геделле був запущений україномовний аудіогід.

## Галерея

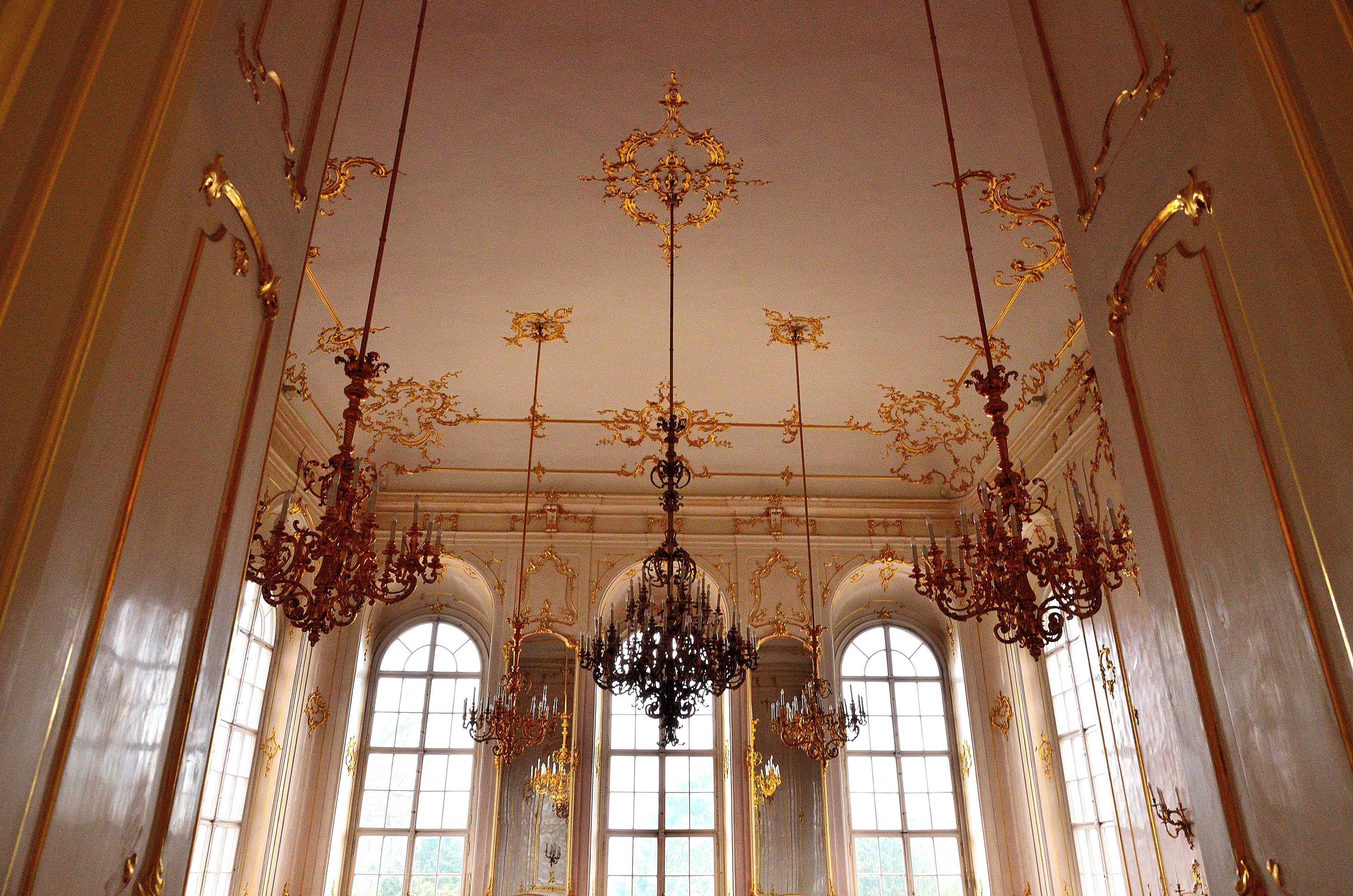
Велика зала
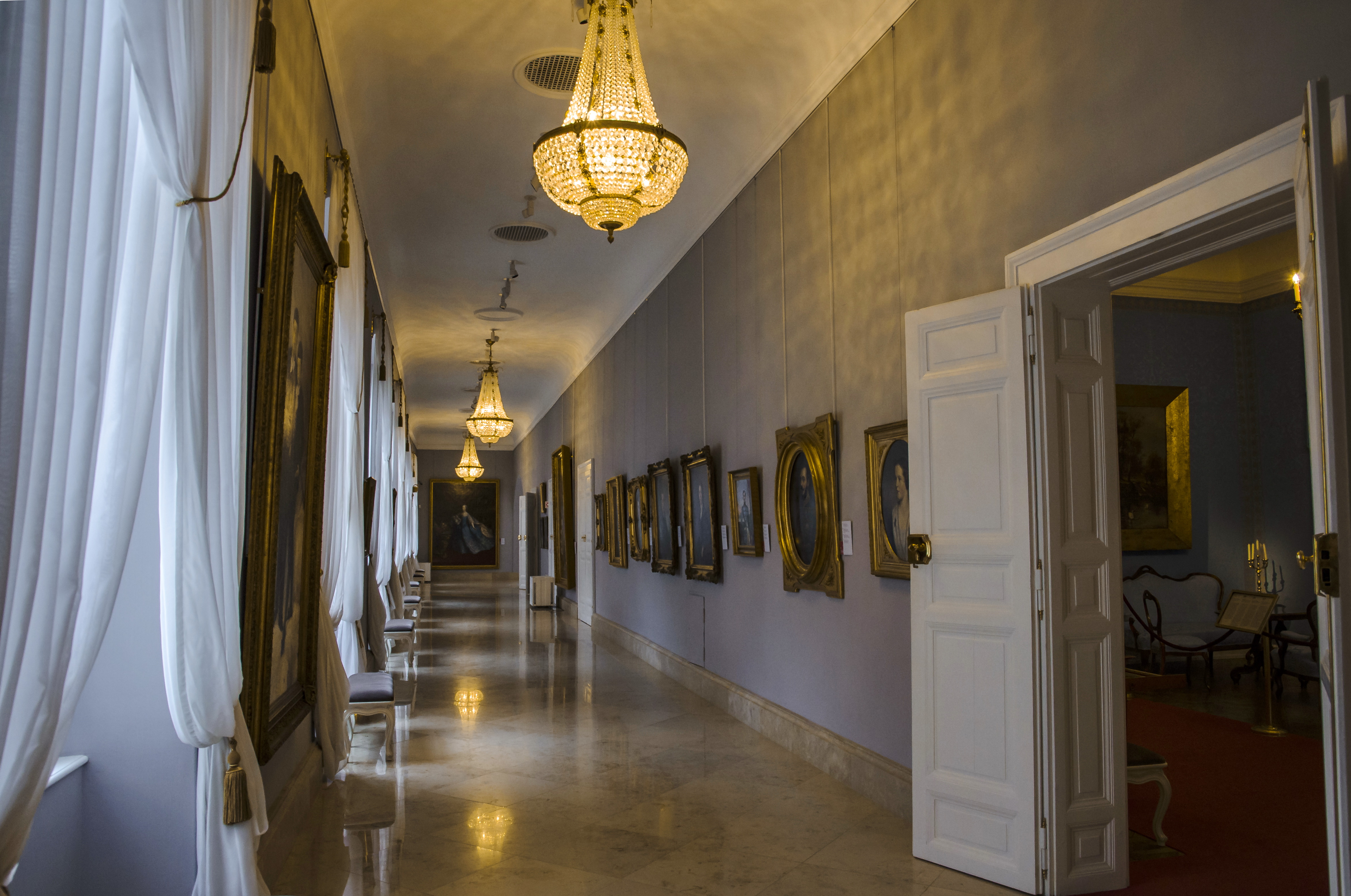
Дзеркальний коридор
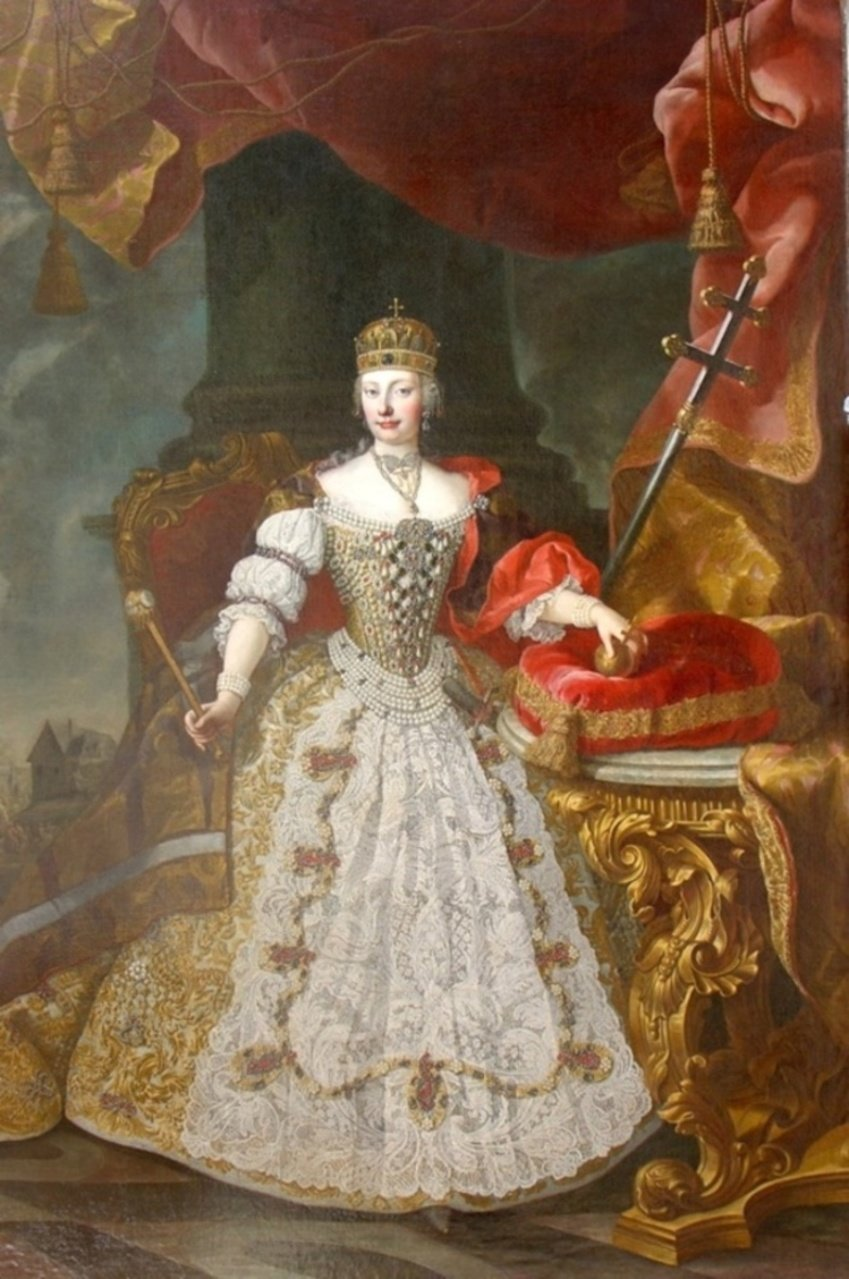
Марія-Терезія як угорська королева
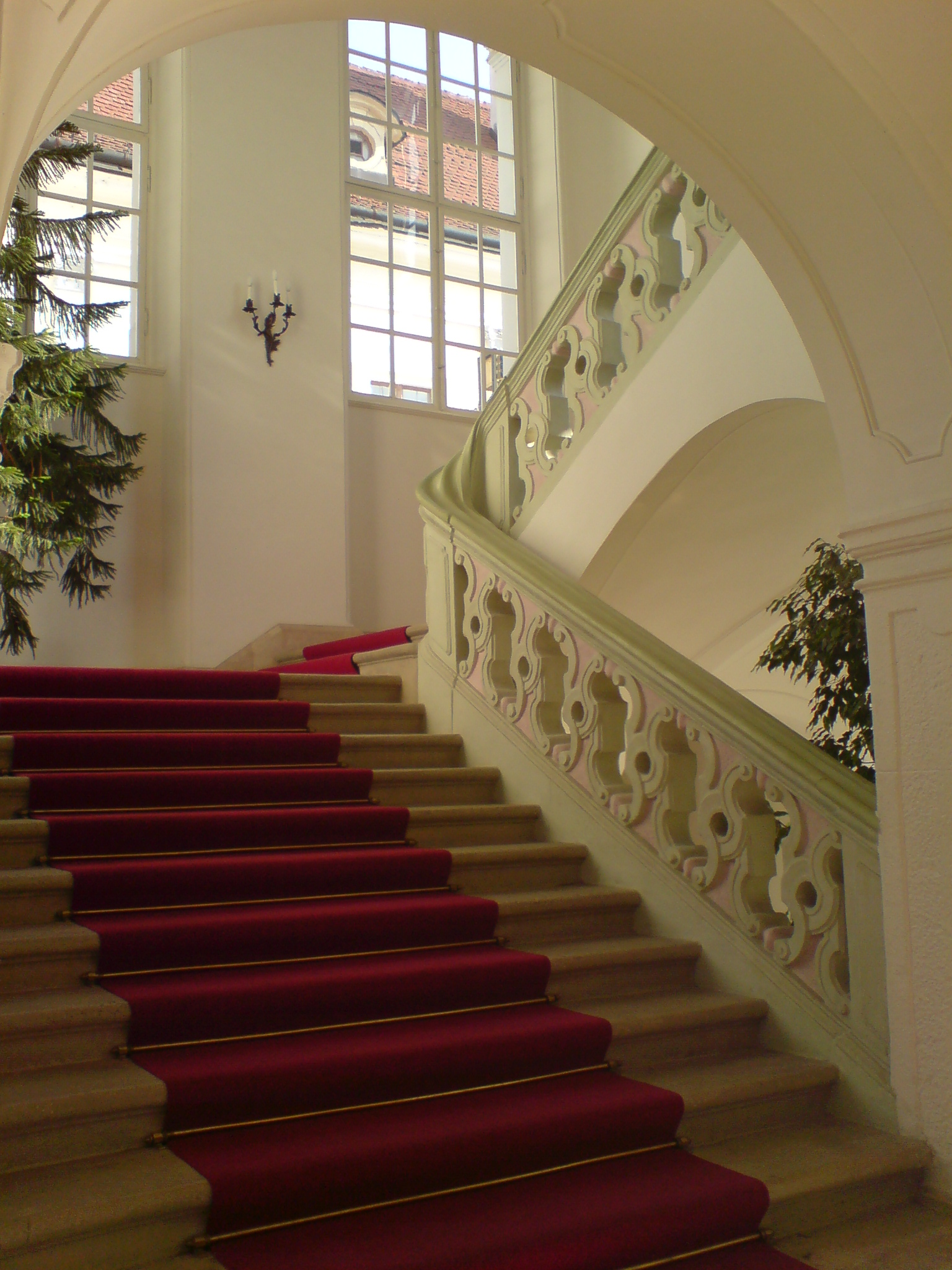
Парадні сходи в палаці
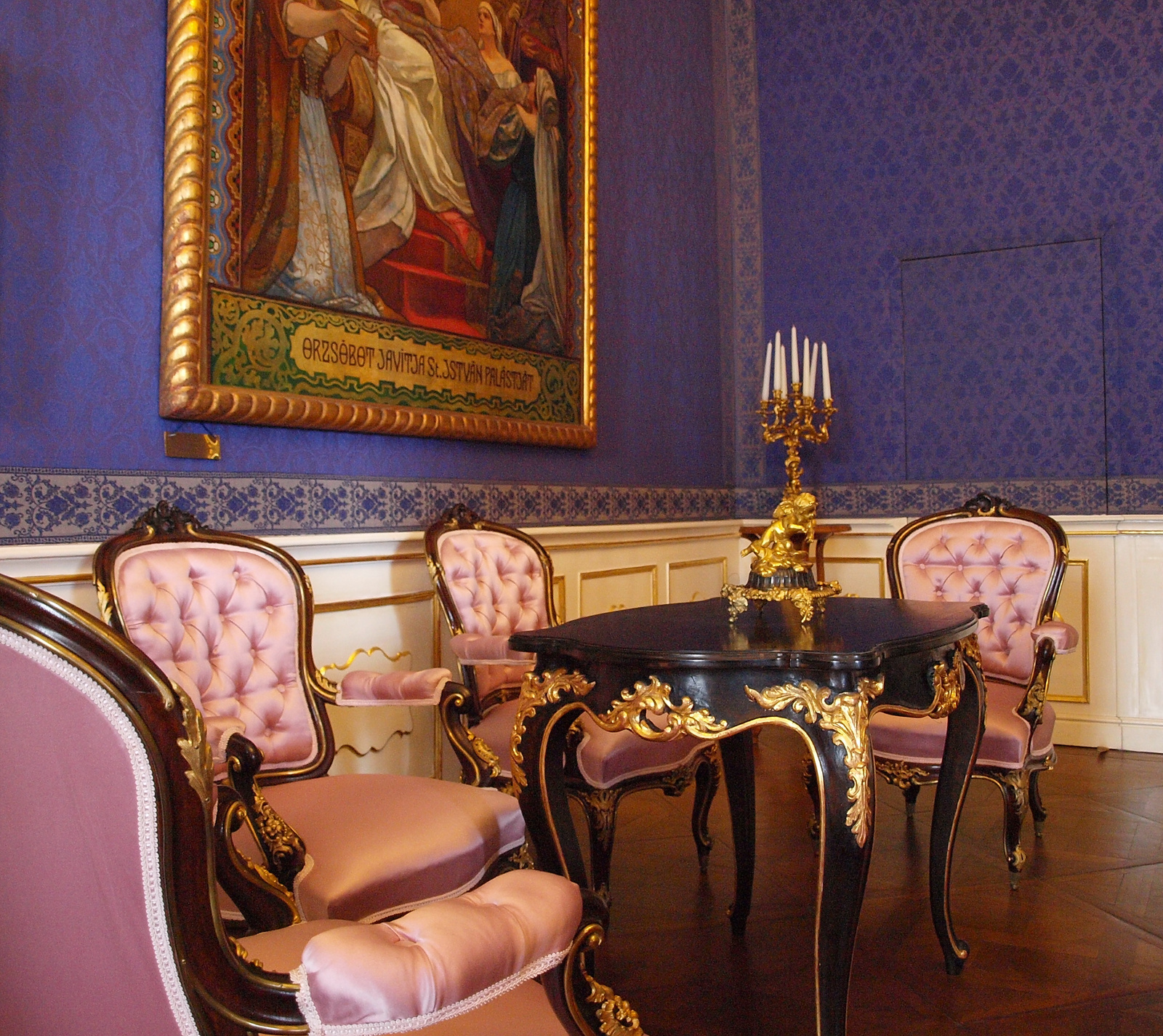